# Standard Engineering Company
Standard Engineering Company war ein US-amerikanischer Hersteller von Automobilen.

## Unternehmensgeschichte
Harry Hammill, Otto G. Knecht und Ernest Saunders leiteten das Unternehmen mit Sitz in Chicago in Illinois. Im Januar 1914 begann die Produktion von Automobilen. Der Markenname lautete Standard. Im gleichen Jahr endete die Produktion.

## Fahrzeuge
Im Angebot standen nacheinander zwei Modelle, die sich nur durch den Motor und den Preis voneinander unterschieden. Sie wurden zwar als Cyclecars bezeichnet, allerdings überschritten ihre Motoren das erlaubte Limit von 1100 cm³ Hubraum. Die Motorleistung wurde über ein Friktionsgetriebe und eine einzelne Kette an die Hinterachse übertragen. Das Fahrgestell hatte 254 cm Radstand und nur 91 cm Spurweite. Trotzdem bot der Roadster Platz für zwei Personen nebeneinander. Fahrgestell und Karosserie bestanden aus Stahl. Serienmäßig waren Anlasser und elektrische Scheinwerfer.
Zunächst hatte das Fahrzeug einen V2-Motor, der mit 9/13 PS angegeben war. 88,9 mm Bohrung und 93,218 mm Hub ergaben 1157 cm³ Hubraum und 9 PS Leistung. Der Neupreis betrug 375 US-Dollar.
Ab April verwendete das Unternehmen einen Vierzylindermotor. Er hatte 63,5 mm Bohrung, 101,6 mm Hub, 1287 cm³ Hubraum, 10 PS Leistung und war mit 10/16 PS angegeben. Er kostete 425 Dollar.

## Übersicht über Pkw-Marken aus den USA, die mitStandardbeginnen
| Marke       | Hersteller                                   | Vermarktungsbeginn | Vermarktungsende | Ort, Bundesstaat           |
| ----------- | -------------------------------------------- | ------------------ | ---------------- | -------------------------- |
| Standard    | Boston Automobile Company                    | 1900               | 1900             | Bar Harbor, Maine          |
| Standard    | Standard Motor Vehicle Company (New Jersey)  | 1900               | 1901             | Camden, New Jersey         |
| Standard    | Standard Motor Vehicle Company (Kalifornien) | 1901               | 1902             | Oakland, Kalifornien       |
| Standard    | Standard Motor Construction Company          | 1904               | 1905             | Jersey City, New Jersey    |
| Standard    | St. Louis Car Company                        | 1910               | 1911             | St. Louis, Missouri        |
| Standard    | Standard Car Manufacturing Company           | 1911               | 1915             | Jackson, Michigan          |
| Standard    | Standard Engineering Company                 | 1914               | 1914             | Chicago, Illinois          |
| Standard    | Standard Steel Car Company                   | 1914               | 1923             | Butler, Pennsylvania       |
| Standard GE | Standard Gas Electric Power Company          | 1909               | 1910             | Philadelphia, Pennsylvania |